# Leucadendron levisanus
Leucadendron levisanus  es una especie de arbusto   perteneciente a la familia  Proteaceae. Es originaria de Sudáfrica. 

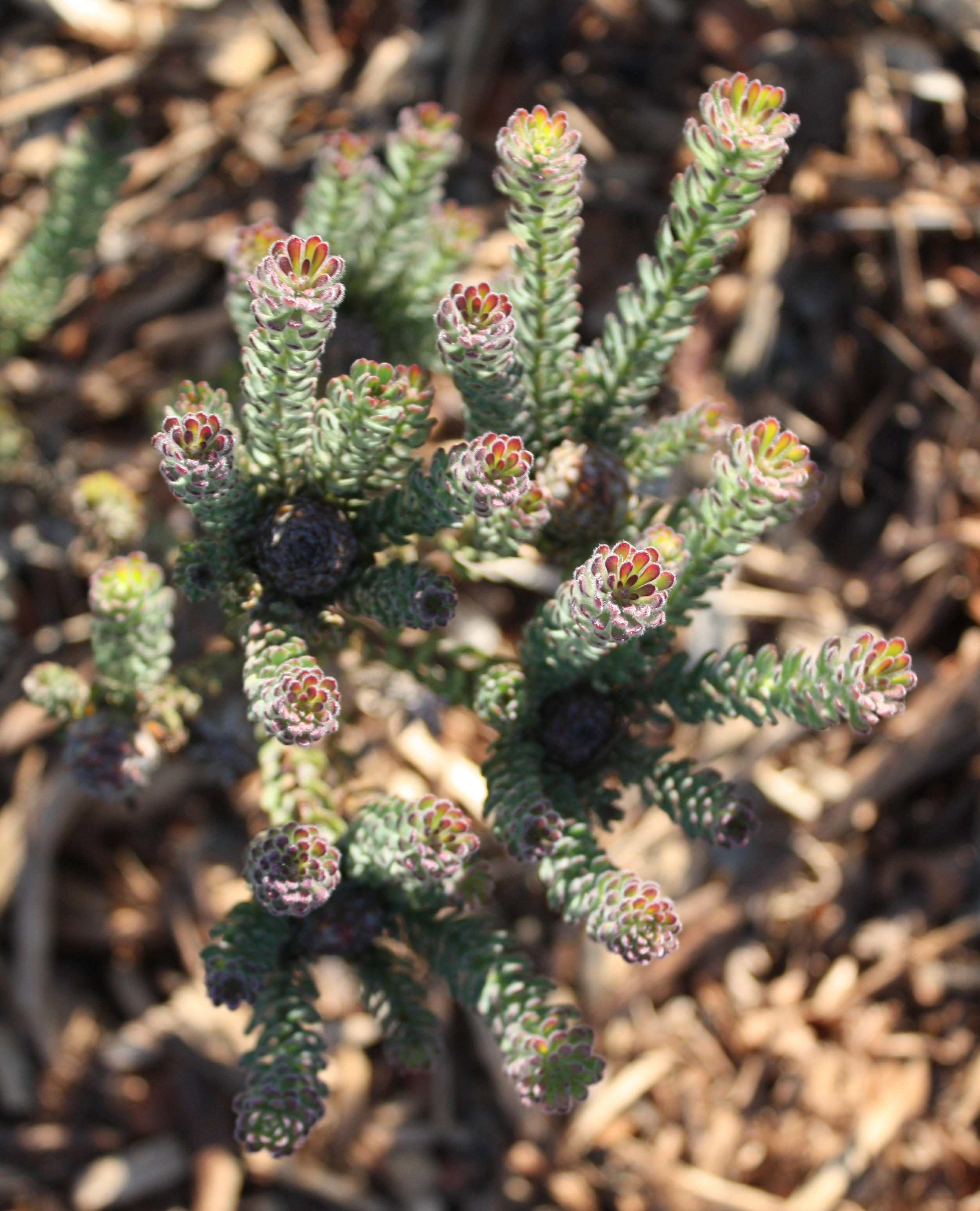
Detalle de las hojas

## Descripción
Es un arbusto erecto, que alcanza los 2 m de alto, bien ramificado  de un solo tallo a nivel del suelo. Las ramas delgadas con hojas oblanceoladas muy pequeñas en forma de cuchara. Son dioicas, es decir, que las plantas masculinas y femeninas están separadas. La inflorescencia masculina tiene flores de color amarillo con un olor dulce y tenue. Estas flores pueden cubrir toda la planta para producir una hermosa floración en primavera y principios del verano. La inflorescencia femenina madura en forma conos globosos. Estos conos conservan la semilla, pequeña, de cáscara dura de nuez, de 3-4 mm de largo, hasta que las condiciones ambientales son propicias para que las semillas sean liberadas. Esto sucede normalmente después de un incendio. Esta especie produce las primeras flores después de 3 años y tiene la madurez a la edad de 10 años y la senectud a los 30 años.

## Distribución y hábitat
Leucadendron levisanus se produjo en masas enormes de la Península del Cabo, Paarden Island a Kommetjie. Crece bien en suelos ácidos y arenosos. La especie prefiere suelos húmedos durante el período de invierno y los suelos normalmente secos y sueltos durante los calurosos meses de verano y con viento. L. levisanus sobrevive mejor si hay una buena comunidad, en estrecha colaboración con cada vez mayor diversidad de especies que crecen en una zona relativamente tranquila. Estas plantas forman una relación simbiótica, bien mediante la protección entre sí para formar una cubierta vegetal natural que mantiene el suelo fresco y para unir el suelo arenoso también. Las plantas que se encuentran en esta comunidad son la Diastella proteoides,  Leucospermum hypophyllocarpodendron, Erica mammosa, Serruria fasciflora, Serruria aemula y restios.

## Taxonomía
Leucadendron discolor fue descrita por Peter Jonas Bergius y publicado en Kongl. Vetenskaps Academiens Handlingar (1766) 324.
Etimología
Leucadendron  deriva de la palabra griega leukos que significa blanco y dendron que significa árbol, en referencia al árbol de plata, Leucadendron argenteum, la especie tipo en la que se basa el género.
No está claro si el epíteto específico levisanus en latín es una referencia a alguien con el nombre de Lewis, o si se refiere al hábito de la luz de la planta o las hojas lisas.
Sinonimia
- Leucadendron hirsutum Hoffmanns.
- Protea fusca L.
- Protea hirsuta Thunb.
- Protea hirsuta Willd.[3]